# Eredivisie (badminton)
De eredivisie is de hoogste klasse in het Nederlandse badminton in competitieverband. Badminton Nederland organiseert deze sinds het seizoen 1957/58, waarin het Haagse Drop Shot de eerste winnaar werd.
Hoewel het hoogste badmintonniveau in Nederland sinds 1957/58 wordt georganiseerd, droeg deze in de loop der jaren verschillende namen. Zo kreeg de eredivisie vanaf seizoen 1998/99 de naam Big Boss Topliga en vanaf 2003/04 Big Boss Liga. In 2007/2008 werd de naam omgedoopt in Multimate Liga. Vanaf het seizoen 2008/2009 werd de competitie weer Eredivisie genoemd.
In het seizoen 2017-2018 werd het Haarlemse Duinwijck voor de 25e maal kampioen.

## Format
In de eredivisie bestaat iedere ontmoeting tussen twee teams uit twee mannenenkelspelen, twee vrouwenenkelspelen, twee gemengd dubbelspelen, één mannendubbel en één vrouwendubbel.De Eredivisie is de hoogste klasse van het Nederlandse Badminton in competitieverband. De Eredivisie is opgebouwd uit 2 Fases.
In Fase 1 spelen de 10 teams in een halve competitie tegen elkaar. De eerste speelronde is gezamenlijk op een centrale locatie.
In Fase 2 worden de teams onderverdeeld in twee poules van 5. De nummers 1 t/m 5 spelen vervolgens een hele competitie. Na deze competitie spelen de nummers 2 en 3 een halve finale om te bepalen wie tegen de nummer 1 mag strijden in een finale om het Landskampioenschap.
De nummers 6 t/m 10 spelen in een hele competitie voor handhaving. De nummers 9 en 10 kunnen direct degraderen of spelen promotie/degradatie wedstrijden tegen teams uit de Eerste Divisie.
Een speler mag per seizoen voor niet meer dan één club uitkomen, ook niet wanneer de club zich terugtrekt uit de competitie. Per ontmoeting met een andere ploeg mag een speler in twee partijen uitkomen, maar in maximaal één per soort (maximaal één enkelspel, één mannendubbel, één gemengd dubbel, etc.).

### Winnaars
| - 1957/58 - BC Drop Shot - 1958/59 - Vedo - 1959/60 - BC Drop Shot - 1960/61 - Vedo - 1961/62 - BC Drop Shot - 1962/63 - De Kortenaer - 1963/64 - Nijmegen - 1964/65 - BC Duinwijck - 1965/66 - BC Duinwijck - 1966/67 - BC Duinwijck - 1967/68 - BC Duinwijck - 1968/69 - BC Duinwijck - 1969/70 - BC Duinwijck - 1970/71 - BC Duinwijck - 1971/72 - BC Duinwijck - 1972/73 - BC Duinwijck - 1973/74 - BC Duinwijck - 1974/75 - BC Duinwijck | - 1975/76 - BC Duinwijck - 1976/77 - BC Duinwijck - 1977/78 - BC Duinwijck - 1978/79 - BC Duinwijck - 1979/80 - BC Duinwijck - 1980/81 - BC Duinwijck - 1981/82 - BC Duinwijck - 1982/83 - BC Duinwijck - 1983/84 - BC Duinwijck - 1984/85 - Kawasaki Velo - 1985/86 - BC Duinwijck - 1986/87 - Nashua Duinwijck - 1987/88 - Velo - 1988/89 - Velo - 1989/90 - Velo - 1990/91 - Royal Canin/BCH - 1991/92 - Royal Canin/BCH - 1992/93 - AA Drink/BCN | - 1993/94 - AA Drink/BCN - 1994/95 - AA Drink/BCN - 1995/96 - Chip Market/BCN - 1996/97 - BCO Inproba - 1997/98 - Chip Market/BCN - 1998/99 - BV Van Zijderveld - 1999/00 - Conservatrix/Velo - 2000/01 - BV Van Zijderveld - 2001/02 - BC Amersfoort - 2002/03 - BC Amersfoort - 2003/04 - Conservatrix/Velo - 2004/05 - BC Amersfoort - 2005/06 - Van Zundert/Velo - 2006/07 - BC Amersfoort - 2007/08 - BC Amersfoort - 2008/09 - BC Duinwijck - 2009/10 - Van Zundert/Velo - 2010/11 - BC Duinwijck | - 2011/12 - Van Zundert/Velo - 2012/13 - BC Amersfoort - 2013/14 - Van Zundert/Velo - 2014/15 - BC DKC - 2015/16 - Van Zundert/Velo - 2016/17 - Van Zundert/Velo - 2017/18 - BC Duinwijck - 2018/19 - BC Duinwijck - 2019/20 - AviAir Almere - 2020/21 - geen kampioen - 2021/22 - BC Duinwijck - 2022/23 - BC Duinwijck - 2023/24 - BC DKC - 2024/25 - F.I.T. Almere |

| Club                                            | Aantal |
| ----------------------------------------------- | ------ |
| BC Duinwijck                                    | 28     |
| Van Zundert/Velo                                | 12     |
| BC Amersfoort                                   | 6      |
| BCN                                             | 5      |
| BC Drop Shot                                    | 3      |
| Vedo, BCH, BV Van Zijderveld, BC DKC, BV Almere | 2      |
| De Kortenaer, Nijmegen,                         | 1      |

2004/05 · 2005/06 · 2006/07 · 2007/08 · 2008/09 · 2009/10 · 2010/11 · 2011/12